# نبرد بوستون
نبرد بوستون (انگلیسی: Boston campaign) آغازگر جنگ انقلاب آمریکا بود که عمدتاً در خلیج استان ماساچوست رخ داد. این نبرد با نبردهای لکسینگتون و کنکورد در ۱۹ آوریل ۱۷۷۵ آغاز شد، که در آن شبه‌نظامیان استعماری محلی، تلاش دولت بریتانیا برای تصرف ذخایر نظامی و رهبران در کنکورد، ماساچوست را خنثی کردند. کل لشکرکشی بریتانیا در طول نبردی که به سمت چارلزتاون در برابر تعداد فزاینده‌ای از شبه‌نظامیان در جریان بود، تلفات قابل توجهی متحمل شد.
پس از آن، نیروهای شبه‌نظامی تجمع یافته، شهر بوستون را محاصره کردند و محاصره بوستون را آغاز کردند. اقدام اصلی در طول محاصره، نبرد بانکر هیل در ۱۷ ژوئن ۱۷۷۵، یکی از خونین‌ترین درگیری‌های جنگ بود و منجر به پیروزی سنگین بریتانیا شد. همچنین درگیری‌های متعددی در نزدیکی بوستون و مناطق ساحلی بوستون رخ داد که منجر به از دست رفتن جان، تجهیزات نظامی یا هر دو شد.
در ژوئیه ۱۷۷۵، جورج واشینگتن فرماندهی شبه‌نظامیان گرد هم آمده را به دست گرفت و آنها را به یک ارتش منسجم‌تر تبدیل کرد. در ۴ مارس ۱۷۷۶، ارتش استعماری، ارتفاعات دورچستر را با توپ‌هایی که قادر به رسیدن به بوستون و کشتی‌های بریتانیایی در بندر بودند، تقویت کرد. محاصره (و لشکرکشی) در ۱۷ مارس ۱۷۷۶ با خروج دائمی نیروهای بریتانیایی از بوستون پایان یافت. تا به امروز، بوستون ۱۷ مارس را به عنوان روز تخلیه، جشن می‌گیرد.